# Числа Цукермана
Числа Цукермана — такие натуральные числа, которые делятся на произведение своих цифр.

## Пример
212 — число Цукермана, так как {\displaystyle 2\cdot 1\cdot 2=4} и {\displaystyle 212\,\vdots \,4}.

## Последовательность
Все целые числа от 1 до 9 являются числами Цукермана. Все числа, включающие ноль, не являются числами Цукермана.
Первые несколько чисел Цукермана, состоящие более чем из одной цифры, — 11, 12, 15, 24, 36, 111, 112, 115, 128, 132, 135, 144, 175, 212, 216, 224, 312, 315, 384.

## Свойства
Числа Цукермана не могут содержать более чем восемь различных цифр (так как такое число не может одновременно содержать 5 и чётные цифры). Наименьшее число Цукермана, содержащие восемь различных цифр, — это 1196342784.

## Практическое значение
Числа Цукермана имеют несколько практических применений:
- Криптография: используются при создании алгоритмов шифрования, где важна связь между числом и его цифровыми компонентами

- Проверка данных: применяются в системах контроля качества данных для выявления ошибок в числовых последовательностях

- Образование: помогают развивать логическое мышление и понимание числовых закономерностей у учащихся

- Программирование: используются при написании алгоритмов для работы с числовыми последовательностями и проверки числовых свойств

- Теория чисел: помогают исследовать свойства натуральных чисел и их взаимосвязей

Практическое применение основано на следующих свойствах:
- Возможность быстрой проверки делимости
- Уникальность числовых комбинаций
- Четкая математическая структура
- Простота вычислений

В реальной жизни числа Цукермана могут использоваться, например:
- При генерации паролей с определенными математическими свойствами
- В системах контроля правильности ввода идентификационных номеров
- При создании образовательных игр и задач на логику
- В алгоритмах сжатия данных
- При разработке числовых головоломок и тестов на сообразительность

Эти числа демонстрируют интересную математическую закономерность, которая находит применение в различных технических и образовательных задачах.